# Coulman-Insel
Die Coulman-Insel (englisch Coulman Island) ist eine eisbedeckte vulkanische Insel im Rossmeer der Antarktis. Sie befindet sich 14 km vor der Küste der Daniell-Halbinsel an der Borchgrevink-Küste des Viktorialands, davon getrennt durch die 15 Kilometer breite Glacier Strait. Die Insel besteht aus mehreren miteinander verbundenen Schildvulkanen. Sie wird von Kaiserpinguinen, Adeliepinguinen und Robben bewohnt.
Das südliche Ende der Coulman-Insel wird vom Krater Hawkes Heights bestimmt, einer 700 m tiefen, eisgefüllten Caldera von 5 km Durchmesser. Im südwestlichen Bereich der Hawkes Heights liegt der mit 1999 Metern höchste Punkt der Insel. Die Nordspitze der Insel bildet das Kap Wadworth, wo Kapitän Robert Falcon Scott auf seiner Expedition mit der Discovery am 15. Januar 1902 einen Briefkasten in Form eines an einem 8 m hohen roten Pfahl befestigten Metallzylinders errichtete. Dieser Briefkasten ist heute eine der Historic Sites and Monuments in der Antarktis.
Die Coulman-Insel wurde am 17. Januar 1841 vom britischen Polarforscher James Clark Ross entdeckt, der von 1840 bis 1843 auf einer Expedition mit der Erebus und in Begleitung der Terror unter Kapitän Francis Crozier die Antarktikküste kartierte. Ross benannte die Insel nach seinem Schwiegervater Thomas Coulman. Seiner Frau zu Ehren nannte er das Kap im Süden der Insel Kap Anne.
Die Insel liegt innerhalb der Grenzen des von Neuseeland beanspruchten Ross-Nebengebiets. Diese Ansprüche werden jedoch international aufgrund des Antarktisvertrages nicht anerkannt.